# Claudisabel
Claudisabel, pseudonimo di Cláudia Isabel Leiria Madeira (Faro, 4 ottobre 1976 – Alcácer do Sal, 19 dicembre 2022), è stata una cantante portoghese.

## Biografia
La sua carriera discografica iniziò nel 1995, anno in cui uscì il suo primo album, Dizias Tu, Pensava Eu. Tre anni dopo pubblicò l'album Pensei com o coração, e lo stesso anno partecipò alla compilation De Mãos dada. Nel 2001 si presentò con il suo 4º album, intitolato Meu Sonho Azul, col quale ricevette un grande successo, soprattutto grazie al brano Não vou voltar a chorar. Nel 2005 si presentò con un altro CD, chiamato Preto no branco, e nel 2009 con l'album Quem és tu. Nel 2010 partecipò al Festival RTP da Canção 2010 con il brano Contra tudo e todos.
Nel 2019, Claudisabel rimase ferita in un incidente stradale. Morì sul colpo invece nel dicembre 2022 sempre per incidente d'auto mentre percorreva l'autostrada A2 nei pressi di Alcácer do Sal, nel distretto di Setúbal.

## Discografia
- 1995 – Dizias tu, pensava eu
- 1998 – Pensei com o coração
- 1999 – Preciso de um herói
- 2002 – Meu Sonho Azul
- 2006 – Preto no branco
- 2009 – Quem és tu
- 2010 – Contra tudo e todos
- 2020 – Condenada